# Чезаре Дзаваттіні
Чéзаре Дзаватті́ні (італ. Cesare Zavattini; 20 вересня 1902, Луццара, Італія — 13 жовтня 1989, Рим, Італія) — італійський письменник, сценарист, теоретик кіно.

## Життєпис
Чезаре Дзаваттіні народився 20 вересня 1902 року в невеликому поселенні Луццара в сім'ї власника кафе і булочниці. У молодших класах школи Дзаваттіні навчався в місті Бергамо, де жив у родички — садівниці. Потім Чезаре разом з батьками переїхав у передмістя Рима, де батько влаштувався завідувати фабричною їдальнею, а мати поступила кухаркою. Продовжив навчання в столиці, проживаючи у одного залізничника. Часто пропускав заняття через пристрасть до театру і після провалу на випускних іспитах Чезаре було відправлено закінчувати гімназію в Алатрі, що за сотню кілометрів від Риму, де він організував перший в Чочарії учнівський страйк. Потім Чезаре влаштувався вихователем до коледжу в Пармі і одночасно поступив на юридичний факультет університету цього міста. У коледжі, разом з одним зі своїх учнів, Джованні Гурескі, майбутнім письменником-гумористом і карикатуристом, Дзаваттіні випускав підпільний гумористичний журнал. Він продовжив журналістську діяльність і незабаром став редактором місцевої газети «Gazzetta di Parma».
Дзаваттіні проходив військову службу у Флоренції де зблизився з групою антифашистськи налаштованих літераторів, що випускали журнал «Соларіа», і почав співпрацювати в цьому виданні. Одночасно він вів гумористичну рубрику в міланському журналі «Секоло ХХ». Через хворобу батька Чезаре довелося повернутися у 1929 році в Луццару і зайнятися справами батьківського кафе. Йому довелося відмовитися від вигідних пропозицій видавництва Ріццолі (італ. Rizzoli Editore) і перервати розпочату роботу над книгою «Поговоримо про мене».
У 1930 році після смерті батька Чезаре Дзаваттіні поїхав до Мілана, де влаштувався на роботу коректором у видавництві Ріццолі. Невдовзі, у видавництві Бомпіані, опублікував свою першу книгу «Поговоримо про мене», що мала успіх у критиків та читачів.
У 1936 році Дзаваттіні став головним редактором кількох видань видавництва Ріццолі. За його ініціативою почали виходити два нові журнали, один з яких, «Ле гранді фірме» («Підписи великих»), через два роки було закрито за особистим розпорядженням Муссоліні за антифашистський дух.
У 1934 році Чезаре Дзаваттіні спільно з кінодраматургом Джачі Мондаіні написав сюжет комедії «Дам мільйон», за яким режисер Маріо Камеріні поставив фільм за участю актора Вітторіо Де Сіка, з яким згодом Дзаваттіні тісно співпрацював, як з режисером, і став автором сценаріїв до багатьох його фільмів.
Як кінематографічний письменник, сценарист номер один італійського кіно Дзаваттіні остаточно сформувався до 1942 року, коли створив сценарії двох фільмів, які разом зі ще одним-двома творами передбачили народження неореалізму. Це були стрічки «Чотири кроки в хмарах» (режисер Алессандро Блазетті, 1942) та «Діти дивляться на нас» (1943) Вітторіо Де Сіка.
Під час гітлерівської окупації Риму Чезаре Дзаваттіні з сім'єю переховувався у друзів в гірському поселенні Бовілле. Через рік перебування там Вітторіо Де Сіка прислав за ним вантажівку і попросив повернутися до Риму, де починалася робота над фільмом «Ворота неба».
Після війни Чезаре Дзаваттіні писав сюжети, сценарії, формулював і обстоював свої ідейно-художні погляди на кіно. З кінця 1960-х і в 1970-х роках віддавав перевагу літературній роботі.
Чезаре Дзаваттіні батько двох синів — Маріо (нар. 1925) та Артуро, який став кінооператором.

## Фільмографія

### Сценарист
| Рік  | Фільм                                         | Оригінальна назва                                       | Примітки |
| ---- | --------------------------------------------- | ------------------------------------------------------- | --- |
| 1935 | Дам мільйон                                   | Daro un milione                                         | |
| 1936 | Танець годинникових стрілок                   | La danza delle lancette                                 | |
| 1938 | Дам мільйон                                   | I'll Give a Million                                     | американська версія фільму «Daro un milione», 1935 |
| 1939 | Блондинка під замком                          | Bionda sotto chiave                                     | |
| 1940 | Неможливе сімейство                           | Una famiglia impossibile                                | |
| 1940 | Обезголовлений св. Іоанн                      | San Giovanni decollato                                  | |
| 1941 | Сім гріхів                                    | I Sette peccati                                         | |
| 1941 | Впала жінка                                   | E caduta una donna                                      | |
| 1941 | Тереза-П'ятниця                               | Teresa Venerdì                                          | у титрах не вказаний, спільно з Альдо де Бенедетті (немає в титрах), Вітторіо Де Сіка, Герардо Герарді, Маргерітою Мальїоне і Франко Ріганті                                  |
| 1942 | Попереду вільно!                              | Avanti c'e posto!                                       | |
| 1942 | Дон Сезар де Базан                            | Don Cezare di Bazan                                     | |
| 1942 | Чотири кроки в хмарах                         | Quattro passi tra le nuvole                             | |
| 1942 | Школа боязких                                 | La Scuola dei timidi                                    | |
| 1943 | Завжди є яке-небудь «але»                     | C'è sempre un no…                                       | |
| 1943 | Діти дивляться на нас                         | I Bambini ci guardano                                   | спільно з Чезаре Джуліо Віола, Адольфо Франчі, Маргерітою Мальїоне, Герардо Герарді, Вітторіо Де Сікою, Марією Докселофер (немає в титрах) і Маріо Монічеллі (немає в титрах) |
| 1943 | Джан Бурраска                                 | Gian Burrasca                                           | |
| 1943 | Стріла у боці                                 | La Freccia nel fianco                                   | |
| 1943 | Четверта сторінка                             | Quarta pagina                                           | |
| 1944 | Ворота неба                                   | La Porta del cielo                                      | спільно з Вітторіо Де Сікою, Адольфо Франчі, Дієго Фаббрі, Карло Муссо і Енріко Рібульзі (немає в титрах)                                                                     |
| 1944 | Тиша, йде зйомка!                             | Silenzio, si gira!                                      | |
| 1945 | Чоловік-бідняк                                | Il Marito povero                                        | |
| 1946 | Ангел і диявол                                | L'Angelo e li diavolo                                   | |
| 1946 | Велика зоря                                   | La Grande aurora                                        | |
| 1946 | Війна війні                                   | Guerra alla guerra                                      | |
| 1946 | Один день в житті                             | Un giorno nella vita                                    | |
| 1946 | Співаю, але впівголосу                        | Canto, ma sottovoce                                     | |
| 1946 | Свідок                                        | Il Testimone                                            | |
| 1946 | Так веліло світло                             | Il Mondo vuole cosi                                     | |
| 1946 | Шуша                                          | Sciuscià                                                | спільно з Серджіо Амедеї, Адольфо Франчі і Чезаре Джуліо Віолою |
| 1947 | Загублені в мороці                            | Sperduti nel buio                                       | |
| 1947 | Незнайомець з Сан-Марино                      | Lo sconosciuto ds San-Marino                            | |
| 1947 | Перевізник                                    | Il Passatore                                            | |
| 1947 | Трагічне полювання                            | La Caccia tragica                                       | спільно з Коррадо Альваро, Мікеланжело Антоніоні, Умберто Барбаро, Джузеппе Де Сантісом, Карло Ліццані і Джанні Пуччіні                                                       |
| 1948 | Викрадачі велосипедів                         | Ladri di biciclette                                     | спільно з Вітторіо Де Сікою, Сузо Чеккі д'Аміко, Адольфо Франчі, Оресте Б'янколе і Жерардо Гуер'єрі                                                                           |
| 1948 | Біля стін Малапаги                            | Le Mura di Malapaga                                     | |
| 1948 | Фабіола                                       | Fabiola                                                 | |
| 1949 | Весна                                         | E Primavera                                             | |
| 1950 | Ансельмо квапиться                            | Anselmo ha fretta                                       | |
| 1950 | Неділя в серпні                               | Una Domenica d'agosto                                   | |
| 1950 | Двадцять років                                | Vent'anni                                               | |
| 1950 | Зачарована скеля                              | La Roccia incantata                                     | |
| 1950 | Червоне небо                                  | Il Cielo e rosso                                        | |
| 1950 | Легше верблюдові…                             | E Piu facile che un cammello                            | |
| 1950 | Перше Причастя                                | Prima comunione                                         | |
| 1950 | Диво в Мілані                                 | Miracolo a Milano                                       | сюжет, адаптація спільно з Вітторіо Де Сікою, Сузо Чеккі д'Аміко, Марио К'ярі і Адольфо Франчі                                                                                |
| 1951 | Матінко моя, оце так!                         | Mamma mia che impressione                               | |
| 1952 | Голос тиші                                    | La Voce del cilenzio                                    | |
| 1952 | Добрий ранок, слон                            | Buon giorno, elefante                                   | |
| 1952 | П'ять бідняків на автомобілі                  | Cinque poveri in automobile                             | |
| 1952 | Рим об 11 годині                              | Roma ore 11                                             | |
| 1952 | Умберто Д.                                    | Umberto D.                                              | |
| 1952 | Шинель                                        |                                                         | спільно з Альберто Латтуадою, Джорджіо Проспері, Джордано Корсі, Енцо Куррелі, Луїджі Малеброй і Леонардо Сінісгаллі                                                          |
| 1953 | Вокзал Терміні                                | Stazione Termini                                        | спільно з Труменом Капоте, Луїджі К'яріні, Беном Гектом (немає в титрах) і Джорджіо Проспері                                                                                  |
| 1953 | Заборонені жінки                              | Donne proibite                                          | |
| 1953 | Кохання в місті                               | Amore in città                                          | |
| 1953 | Ми — жінки                                    | Siamo donne                                             | |
| 1953 | Ряба конячка                                  | Cavallina storna                                        | |
| 1953 | Листи засуджених до смерті італійського Опору | Lettere di condannatin a more della Resistenza italiana | документальний |
| 1953 | Прогулянка                                    | La Passeggiata                                          | |
| 1953 | Той, що впав з неба                           | Piovuto dal cielo                                       | |
| 1953 | Дайте чоловіка Анні Дзаккео                   | Un Marito per Anna Zaccheo                              | у радянському прокаті під назвою «Втрачені марення» |
| 1954 | Золото Неаполя                                | L'Oro di Napoli                                         | спільно з Джузеппе Мароттою і Вітторіо Де Сікою |
| 1954 | Сан-Мініато, липень 1944 року                 | San Miniato, luglio'44                                  | документальний |
| 1955 | Знак Венери                                   | Il Segno di Venere                                      | |
| 1956 | Дах                                           | Il Tetto                                                | |
| 1956 | Люди і вовки                                  | Uomini e lupi                                           | |
| 1957 | Була п'ятниця, 17-е число                     | Era di venerdi, 17                                      | |
| 1957 | Героїня дня                                   | La Donna di giorno                                      | |
| 1957 | Черниця Летиція                               | Suor Letizia                                            | |
| 1958 | Любов і базікання                             | Amore e chiacchiere                                     | |
| 1959 | Синява в синяві                               | Nel blu dipinto di blu                                  | |
| 1960 | Війна                                         | Rat                                                     | |
| 1960 | Губна помада                                  | Il Rossetto                                             | |
| 1960 | Чочара                                        | La Ciociara                                             | |
| 1961 | Довга зелена панчоха                          | La Lunga calza verde                                    | анімаційний |
| 1961 | Італійки і любов                              | Le Italiane e l'amore                                   | |
| 1961 | Найманий вбивця                               | Il Sicario                                              | |
| 1961 | Оповідання про Революцію                      | Historias de la revolución                              | |
| 1961 | Страшний суд                                  | Il Giudizio universale                                  | |
| 1962 | Боккаччо-70                                   | Boccaccio-70                                            | епізод «Лотерея» |
| 1962 | Самітники Альтоні                             | I Sequestrati di Altona                                 | спільно з Еббі Манном |
| 1962 | Молодий повстанець                            | El Joven rebelde                                        | |
| 1962 | Острів Артура                                 | L'Isola di Arturo                                       | |
| 1963 | Бум                                           | Il Boom                                                 | |
| 1963 | Учора, сьогодні, завтра                       | Ieri, oggi, domani                                      | епізод «Мара» |
| 1963 | Таємниці Риму                                 | I Misteri di Roma                                       | |
| 1964 | Контрсекс                                     | Controsesso                                             | |
| 1964 | Шлюб по-італійськи                            | Matrimonio all'italiano                                 | |
| 1966 | Новий світ                                    | Un Mondo nuovo                                          | |
| 1966 | Полювання на лисиць                           | Caccia alla volpe                                       | спільно з Нілом Саймоном |
| 1966 | Поїдемо до міста                              | Andremo in citta                                        | |
| 1967 | Відьми                                        | Le Streghe                                              | епізоди: «Відьма, спалена живцем»; «Незвичайна ніч» |
| 1967 | Сім братів Черві                              | Sette fratelli Cervi                                    | |
| 1967 | Сім разів жінка                               | Sette volte donna                                       | спільно з Пітером Болдуїном |
| 1968 | Каприз по-італійськи                          | Capriccio all'italiana                                  | епізод «Ревнивиця» |
| 1968 | Коханці                                       | Amanti                                                  | за твором Брунелло Ронді, спільно з Тоніно Гуеррою, Пітером Болдуїном, Джуліаном Циметом і Енніо де Кончіні                                                                   |
| 1970 | Соняшники                                     | I Girasoli                                              | спільно з Тоніно Гуеррою і Джорджі Мдівані |
| 1970 | Сад Фінці-Контіні                             | Il Giardino dei Finzi-Contini                           | в титрах не вказаний |
| 1972 | Ми назвемо його Андреа                        | Lo chiameremo Andrea                                    | спільно з Леонардо Бенвенуті і Пь'єро де Бернарді |
| 1973 | Коротка відпустка                             | Una breve vacanza                                       | за твором Родольфо Сонего, спільно з Рафаелем Дж. Сальвією (немає в титрах)                                                                                                   |
| 1977 | Просте серце                                  | Un cuore semplice                                       | |
| 1978 | Діти Санчеса                                  | Sanchez' children                                       | |
| 1979 | Лігабуе                                       | Ligabue                                                 | телевізійний |
| 1981 | Правда-а-а-а!                                 | Veritáaaa Fernseh                                       | |
| 1995 | Прогулянка в хмарах                           | A Walk In The Clouds                                    | сюжет |
| 2008 | Людина і його собака                          | Un homme et son chien                                   | сюжет |

### Режисер
- 1953 — Любов в місті / Amore in città
- 1981 — Правда-а-а-а! / Veritáaaa, телевізійний

### Продюсер
- 1953 — Любов в місті / Amore in città

### Актор
- 1981 — Правда-а-а-а! / Veritáaaa; телевізійний — головна роль

## Визнання
| Рік                                               | Категорія / Нагорода                           | Фільм                                                               | Результат |
| ------------------------------------------------- | ---------------------------------------------- | ------------------------------------------------------------------- | --------- |
| Премія «Оскар»                                    |                                                |                                                                     |           |
| 1948                                              | Найкращий оригінальний сценарій                | Шуша (разом з Серджо Амідеї, Адольфо Франчі і Чезаре Гуільйо Віола) | Номінація |
| 1950                                              | Найкращий сценарій                             | Викрадачі велосипедів                                               | Перемога  |
| 1957                                              | Найкращий                                      | Умберто Д.                                                          | Перемога  |
| Італійський національний синдикат кіножурналістів |                                                |                                                                     |           |
| 1949                                              | Срібна стрічка за найкращий сценарій           | Викрадачі велосипедів                                               | Перемога  |
| 1949                                              | Срібна стрічка за найкращий оригінальний сюжет | Викрадачі велосипедів                                               | Перемога  |
| 1950                                              | Срібна стрічка за найкращий сюжет/сценарій     | Весна (разом з Сузо Чеккі д'Аміко і Ренато Кастеллані)              | Перемога  |
| 1951                                              | Срібна стрічка за найкращий сюжет/сценарій     | Перше Причастя (разом з Алессандро Блазетті)                        | Перемога  |
| 1957                                              | Срібна стрічка за найкращий сюжет/сценарій     | Дах                                                                 | Перемога  |
| Венеційський кінофестиваль                        |                                                |                                                                     |           |
| 1979                                              | Приз П'єтро Б'янкі                             | Приз П'єтро Б'янкі                                                  | Перемога  |
| 1982                                              | Почесний Золотий лев                           | Почесний Золотий лев                                                | Перемога  |
| Московський кінофестиваль                         |                                                |                                                                     |           |
| 1979                                              | Почесний приз за внесок у кінематограф         | Почесний приз за внесок у кінематограф                              | Перемога  |
| Давид ді Донателло                                |                                                |                                                                     |           |
| 1982                                              | Приз Лукіно Вісконті                           | Приз Лукіно Вісконті                                                | Перемога  |